# Colossendeis tethya
Colossendeis tethya is een zeespin uit de familie Colossendeidae. De soort behoort tot het geslacht Colossendeis. Colossendeis tethya werd in 1974 voor het eerst wetenschappelijk beschreven door Turpaeva. 